# Phaethornis syrmatophorus
El ermitaño ventrihabano (Phaethornis syrmatophorus), también denominado ermitaño leonado (en Colombia), ermitaño multicolor, ermitaño ventrileonado (en Ecuador) o ermitaño de vientre leonado (en Perú), es una especie de ave apodiforme de la familia Trochilidae, perteneciente al numeroso género Phaethornis. Es nativo de regiones andinas del noroeste de América del Sur.

## Distribución y hábitat
Se distribuye a lo largo de las tres cadenas de los Andes de Colombia, en ambas pendientes de Ecuador y en la pendiente oriental del noroeste de Perú.
Habita en el interior del bosque húmedo de montaña y del bosque nuboso, entre los 800 y 2400 m de altitud.

## Descripción
Mide en promedio 13 cm de longitud. El pico es curvado, de 41 mm de largo, con mandíbula roja. El plumaje del dorso es verde cobrizo, con la grupa y la cara superior de las alas color ocre brillante. Presenta una mancha ocular negruzca, bordeada en la ceja y debajo por líneas color crema y tiene una línea malar oscura. La garganta, el pecho y el vientre son de color amarillo leonado brillante, con una línea blancuzca en el centro de la garganta. La cola es negra con puntas leonadas brillantes.

## Sistemática

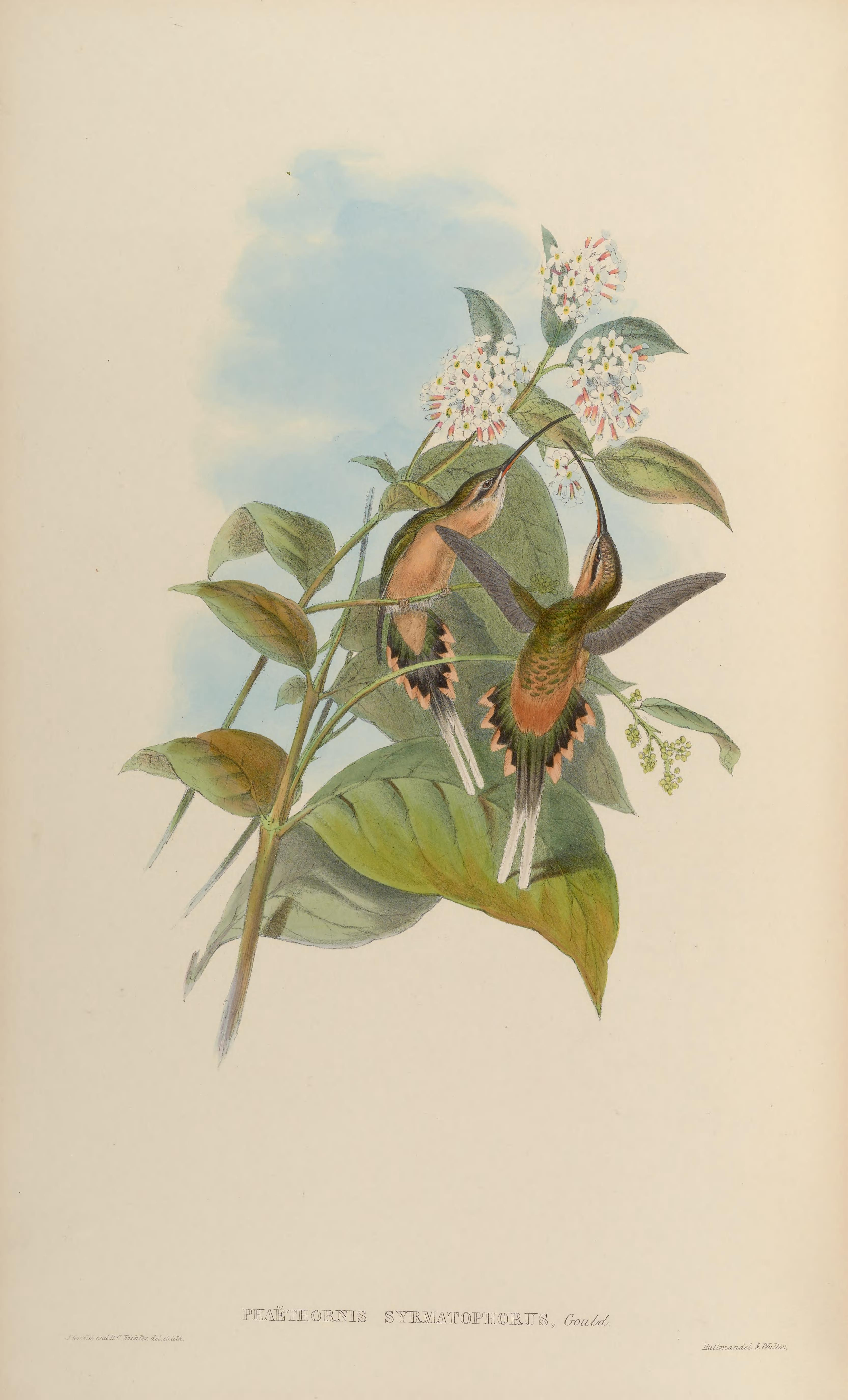
Phaethornis syrmathophorus, ilustración de Gould y Richter en A monograph of the Trochilidae, or family of humming-birds, vol. 1 1861.

### Descripción original
La especie P. syrmathophorus fue descrita por primera vez por el ornitólogo británico John Gould en 1852 bajo el nombre científico Phaethornis syrmatophora; su localidad tipo es: «interior de Quito, oeste de Ecuador».

### Etimología
El nombre genérico masculino «Phaethornis» se compone de las palabras del griego «phaethōn» que significa ‘sol’ y «ornis» que significa ‘pájaro’; y el nombre de la especie «syrmathophorus», se compone de las palabras del griego «surma» que significa ‘túnica con larga cola’, y «phoros» que significa ‘que lleva’.

### Taxonomía
Es pariente próxima de Phaethornis koepckeae y P. philippii. Las subespecies son bien diferenciadas y podrían representar especies separadas. La forma propuesta Phaethornis berlepschi Hartert & C. Hartert, 1935 fue baseada en un ejemplar inmaduro de la nominal; la forma P. syrmatophorus huallagae Carriker, 1935 (del norte de Perú) es inseparable de columbianus.

### Subespecies
Según las clasificaciones del Congreso Ornitológico Internacional (IOC)  y Clements Checklist/eBird  se reconocen dos subespecies, con su correspondiente distribución geográfica:
- Phaethornis syrmatophorus syrmatophorus Gould, 1852 – Andes occidentales de Colombia (incluyendo los valles del Cauca y del Patía) localmente hasta el suroeste de Ecuador (al sur hasta el oeste de Loja).
- Phaethornis syrmatophorus columbianus Boucard, 1891 – Andes centrales y orientales de Colombia (incluyendo el sur del valle del Magdalena) al sur por la pendiente oriental de Ecuador hasta el norte de Perú (San Martín).